# Patricia Janiot
Ángela Patricia Janiot Martirena (Bucaramanga, Colombia, 2 de octubre de 1963) es una periodista, exreina de belleza y exmodelo colombiana. Trabajó para CNN en Español desde 1992 hasta 2017 y como presentadora y corresponsal sénior en Noticias Univisión desde el 2018 al 2022.

## Carrera

### Concurso Nacional de Belleza
Antes de vincularse al periodismo, Janiot incursionó en el modelaje, gracias a esto recibió la propuesta de representar a su departamento como Señorita Santander al Concurso Nacional de Belleza en 1983. El día de la elección de la Señorita Colombia, se coronó como Señorita Colombia Mundo, quien en esa época era la virreina del concurso y representante de Colombia a Miss Mundo. Viajó a Londres como representante de Colombia a Miss Mundo, en 1984, quedó entre las 15 finalistas.

## Incursión en la Televisión

### CNN en Español (1992-2017)
Inició su carrera en 1987 en la televisión colombiana, presentando el Noticiero Criptón y en 1990 se vinculó a la cadena estadounidense Univisión. El 27 de enero de 1992 fue aceptada como presentadora de noticias del canal CNNen Noticiero CNN Internacional, Las Noticias y Noticias México y CNN Radio en Español. 
Desde su fundación en 1997, fue presentadora principal de CNN en Español y asesora del vicepresidente sénior de la cadena (Cynthia Hudson). En ese rol entrevistó a diferentes personalidades y líderes de América Latina y del mundo. Presentaba los programas Panorama Mundial, Nuestro Mundo y Patricia Janiot Presenta. El 6 de noviembre de 2017 anunció su retiro de la cadena de televisión por nuevos proyectos, permaneciendo en pantalla hasta el 17 de noviembre del mismo año.

### Univisión (2018-2022)
Tras su salida de CNN en Español, el 20 de noviembre de 2017 la cadena hispana Univisión confirmó la incorporación de Patricia Janiot al Noticiero Univisión a partir del mes de enero de 2018, así mismo se confirmó que conducirá el programa "Aquí y Ahora".
Después de presentar el noticiero nocturno el 9 de septiembre de 2022, del cual es conductora, anunció su salida de la cadena de noticias, aduciendo razones personales y con el advenimiento de un inminente recorte de personal en la cadena, por el cual dio por terminado una etapa de 35 años presentando noticieros en los Estados Unidos, sugiriendo un eventual regreso a su país natal.

## Vida privada
Su padre, Roberto Pablo Janiot, es un exfutbolista argentino de ascendencia francesa, su madre Zunilda Elvizzi Martirena también es de Argentina, de Buenos Aires, teniendo también ascendencia italiana por parte de esta. Patricia se casó en 1990 con el arquitecto argentino Miguel Yelós San Martín, con quien tuvo dos hijos: Tábatha y Tadeo.
En sus primeros años, Patricia tuvo participación como reina de belleza y modelo, estudió Comunicación Social en la Universidad de La Sabana de Bogotá, y posee un título en inglés de la Universidad de Cambridge.

## Premios
- Fue nominada al Premio Emmy. En 2014, Panorama Mundial que presenta en CNN.[18][19]
- Fue nombrada al Hispanic Media 100, un reconocimiento anual de los periodistas y ejecutivos de noticias hispanos más influyentes de los Estados Unidos.[20][21][22]

Es la presidenta de la fundación "Colombianitos".

## Coberturas
Ha viajado por América Latina para informar sobre importantes acontecimientos, entre ellos elecciones presidenciales en Argentina, Chile, Colombia, Ecuador, Honduras, México, Perú y Venezuela. Además estuvo en Franja de Gaza e Israel cubriendo las elecciones que ganó el primer ministro Benjamín Netanyahu. Ha informado sobre varias de las giras del papa Juan Pablo II a América Latina y también sobre las Cumbres Iberoamericanas de presidentes y de jefes de Estado. Ha entrevistado a la mayoría de los gobernantes latinoamericanos. Más recientemente estuvo en Kuwait desde donde cubrió la guerra en Irak, en Nueva York cubriendo los atentados terroristas contra las torres gemelas. Entre sus entrevistados se cuentan: Fidel Castro, Augusto Pinochet de quién también cubrió su muerte desde el Centro Mundial de CNN en Atlanta, Colin Powell y Bill Clinton.
En Paraguay, cubrió la crisis política que precipitó la renuncia del presidente Raúl Cubas.
Siguió el viaje del presidente estadounidense Bill Clinton a Colombia. Ha presentado en vivo desde Atlanta el desarrollo de acontecimientos como los atentados del 11 de septiembre, la guerra contra el terrorismo, las elecciones presidenciales de Estados Unidos, la crisis de los rehenes en Perú, el funeral de la princesa Diana y las acciones bélicas en Kosovo, y el referéndum revocatorio en Venezuela de 2004.
Dentro de los hechos cubiertos por Janiot, están las convenciones Republicana y Demócrata, donde debatieron los candidatos John McCain y Barack Obama y ha cubierto varios procesos electorales en Estados Unidos, como el presidencial de 2000 entre George W. Bush y Al Gore, el de 2004 entre el mismo George W. Bush y John Kerry, y la elección presidencial de 2008, que llevó a Obama a la presidencia, entre otros temas.